# 新亚历山大图书馆

新亞歷山大圖書館外觀

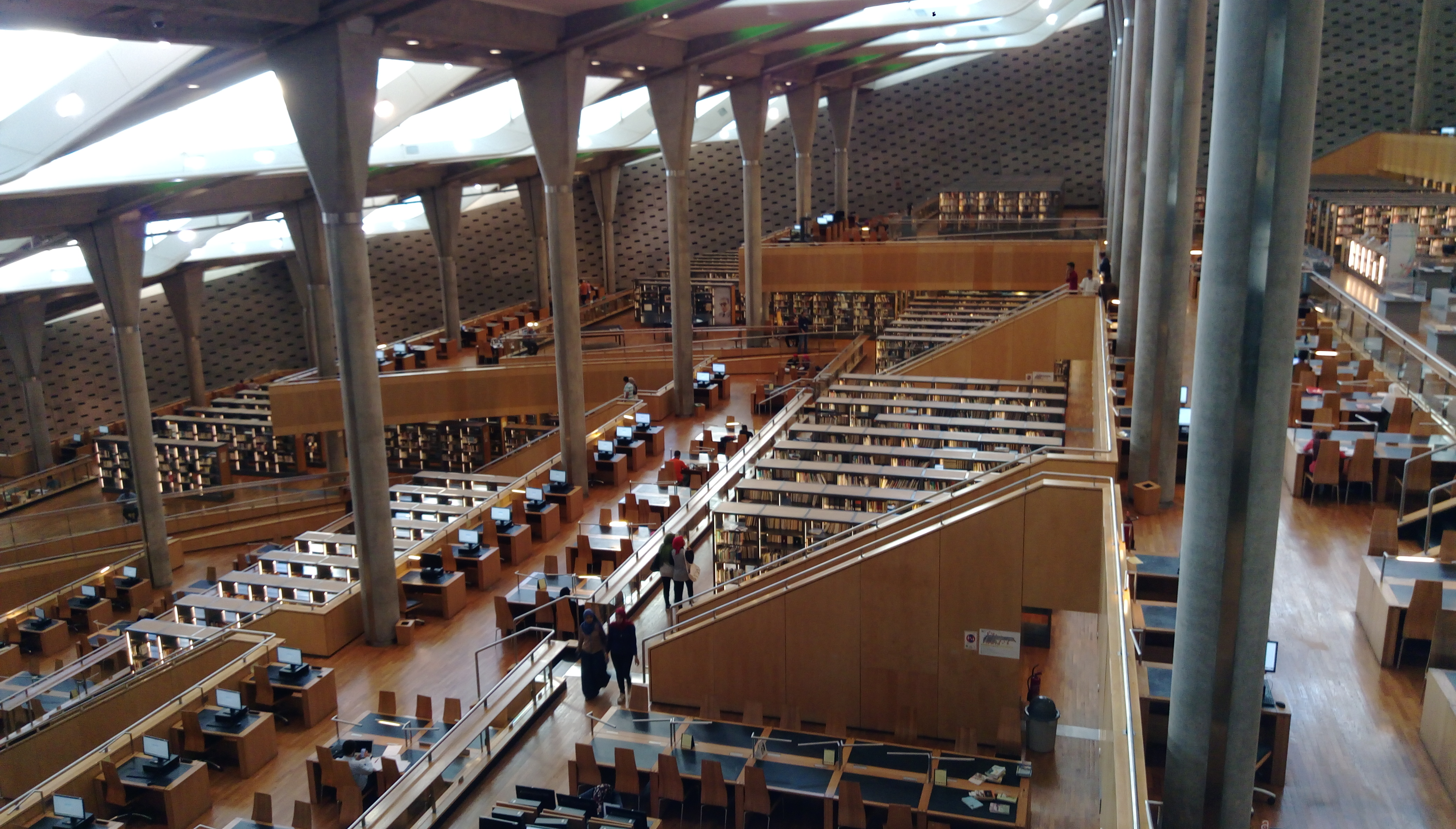
新亞歷山大圖書館內景

新亚历山大图书馆（拉丁語：Bibliotheca Alexandrina；阿拉伯语：‎，羅馬化：Maktabah al-Iskandarīyah）是位於埃及亞歷山大的圖書館，2002年啟用，是地中海沿岸主要的圖書館及文化中心之一。它同時代表著對古代亞歷山大圖書館的紀念及振興學術文化的嘗試。　
新亚历山大图书馆是2008年维基媒体国际会议的舉行地點。

## 重建歷史
重建亞歷山大圖書館的計劃可追溯至1974年，當亞歷山大圖書館重建委員會決定重建地址大約在校園和海岸之間，也就是在古亞歷山大圖書館遺址旁。這個計劃很快得到熱烈回應。其中一位主要支持者，前任埃及總統穆巴拉克迅速地公開支持此計劃並欲使其成為地中海學術文化中心。在經過一番評選後，挪威斯諾赫塔建築事務所的重建設計在1400個對手中脱穎而出，成為重建的藍圖。重建工程大約耗資65億美元，主要是由阿拉伯國家提供。重建計劃開始於1995年，而在消耗數億美元後，終於於2002年10月16日開幕。

## 設施與藏書
重建後的亞歷山大圖書館規模極大，藏書量大約有800萬本，主要閱讀室有70000平方米。館內亦有會議室，盲人閱讀室，青少年圖書館；三間博物館；四間畫廊；一間天象館；還有一間手稿重溯實驗室。
亞歷山大圖書館的建築同樣驚人。主要閱讀室具有32米高的玻璃幕牆，向著海邊排列，就像日規一樣，直徑有160米。而主要牆身是用來自亞洲的灰色的花崗岩，外面塗滿了120種不同的手寫稿。
亞歷山大圖書館亦將藏書在互聯網上保留了備份。

## 外部連結
- 亞歷山大圖書館官方網站 （页面存档备份，存于）
- 亞歷山大圖書館網上收藏（页面存档备份，存于）
- 亞歷山大圖書館相片收集 （页面存档备份，存于）